# Rekenliniaal

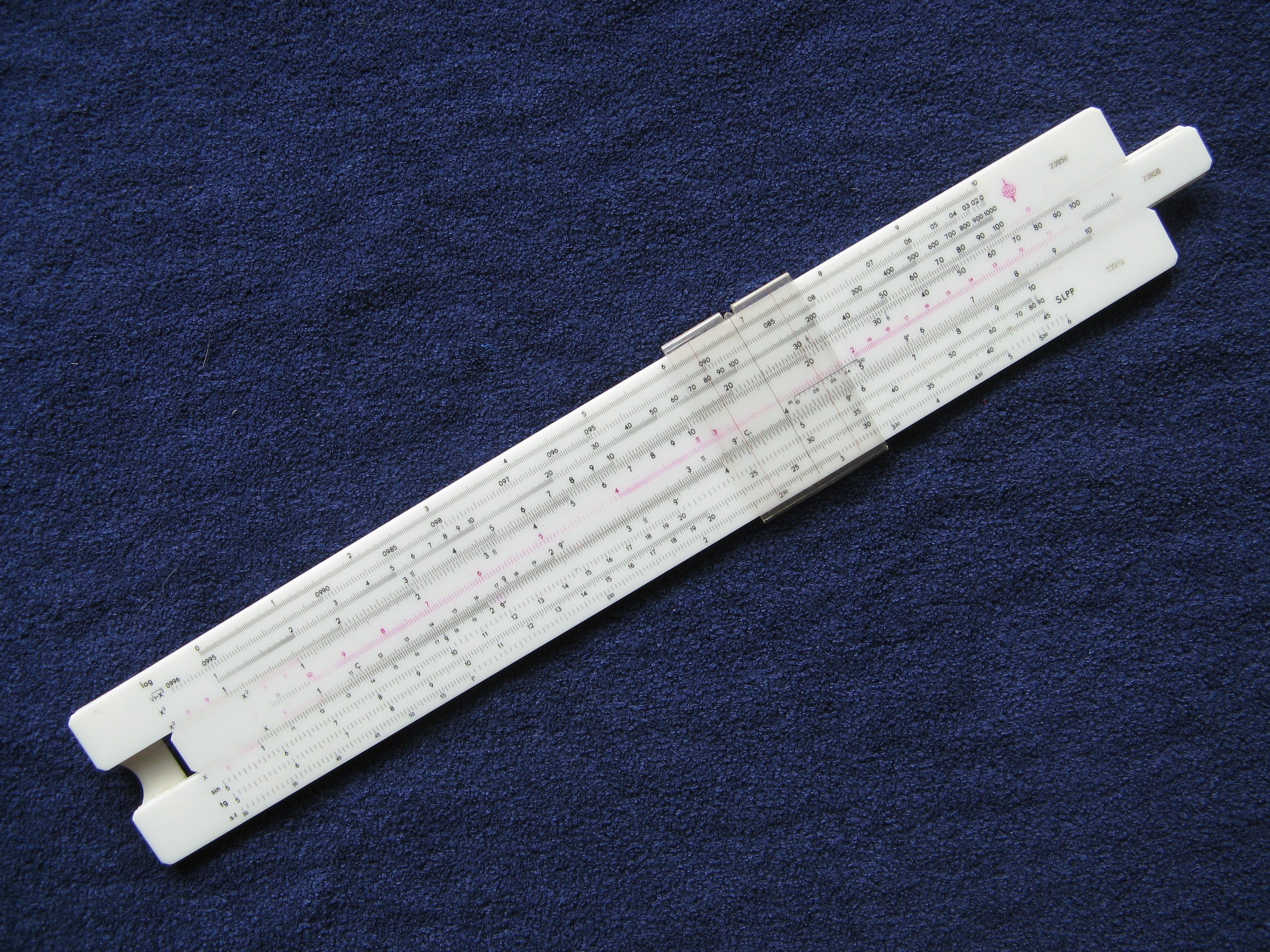
Rekenliniaal

Een rekenliniaal is een analoog wiskundig instrument waarmee men berekeningen kan uitvoeren. Samen met de logaritmetafel en een handboek met de meest voorkomende wiskundige functies, zoals het Handbook of Mathematical Functions van Abramowitz en Stegun, vormde de rekenliniaal tot omstreeks 1980 een veel gebruikt rekengereedschap voor technici, natuurkundigen en ingenieurs. Bij het beschikbaar komen van goedkope elektronische, digitale rekenmachines, is de rekenliniaal snel in onbruik geraakt.   
Rekenlinialen werden vooral als hulpmiddel gebruikt bij het vermenigvuldigen en delen van twee getallen. De eenvoudigste rekenliniaal bestaat uit twee ten opzichte van elkaar glijdende schalen. In het vaste deel van de liniaal, het 'lichaam', kan een beweegbaar deel, de tong of schuif, worden verschoven. Op het lichaam en op de tong is daarbij dezelfde logaritmische schaalverdeling aangebracht. Dit betekent dat de schalen zo zijn ingedeeld dat de logaritmen van de weergegeven getallen op een lineaire schaal kunnen worden afgebeeld: het lijnstuk tussen de getallen 1 en 2 is even lang als het lijnstuk tussen 2 en 4. De rekenliniaal wordt ook logaritmische liniaal genoemd.
Er zijn bijna altijd meer schalen. Tegenover en op de bovenzijde van de tong staan meestal de identieke logaritmische schalen A en B, die twee decaden beslaan, en op de onderzijde van de tong en daar tegenover de onderling identieke logaritmische schalen C en D, die één decade beslaan. Schalen A en B zijn aangeduid met {\displaystyle x^{2}} en schalen C en D met {\displaystyle x}.
Verder is er een doorzichtige schuif, de loper of cursor, met daarop een verticale lijn, de cursorstreep, waarmee een getal op een schaal met een getal op een andere schaal kan worden vergeleken. Zo kunnen de schalen A en B met de schalen C en D worden vergeleken om de wortel of omgekeerd het kwadraat van een getal te bepalen.

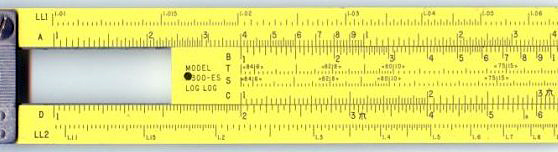
Linkerzijde van een rekenliniaal in de stand voor het met 2 vermenigvuldigen van een getal tussen 1 en 5 op schaal C: eronder op schaal D leest men het resultaat af.

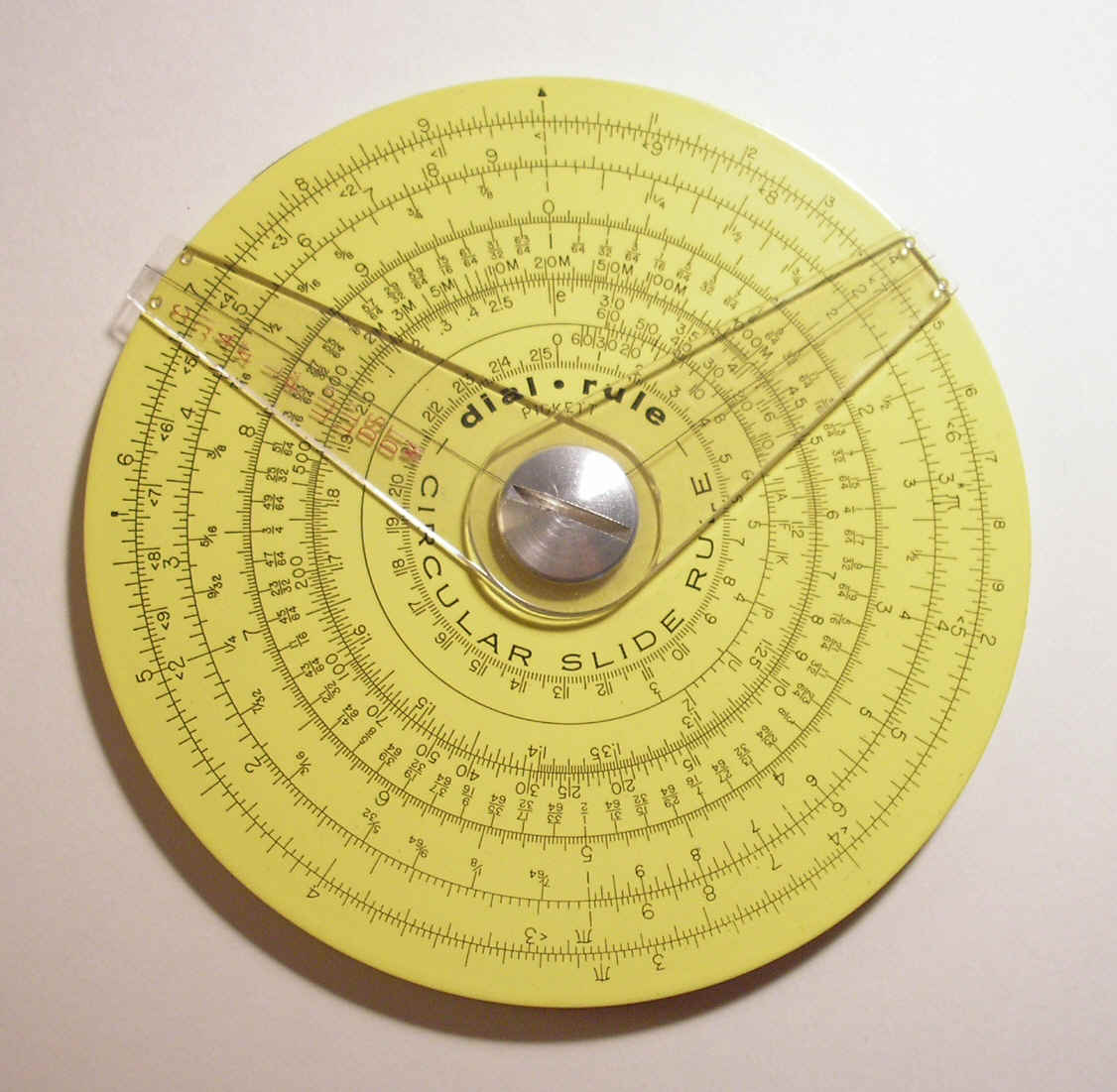
Cirkelvormige rekenliniaal

De nauwkeurigheid van een rekenliniaal wordt bepaald door het kleinste van de schaal af te lezen verschil, waardoor het aantal significante cijfers die op een rekenliniaal kunnen worden uitgelezen beperkt is. Dat wordt voor een deel bepaald door de nauwkeurigheid van de opdruk van de liniaal. De 'werking' van het materiaal van de liniaal ten gevolge van luchtvochtigheid en temperatuur heeft minder invloed op de nauwkeurigheid van de berekeningen.
Een rekenschijf is een cirkelvormige uitvoering van de rekenliniaal. Deze heeft als voordeel dat er geen delen van de tong buiten de liniaal geraken, waardoor er bijvoorbeeld bij gebruik van schaal C en D voor het vermenigvuldigen van een getal met 2 geen aparte standen zijn voor de getallen van 1 tot 5 en de getallen van 5 tot 10. Een nomogram is met een rekenliniaal te vergelijken, er bestaan ook rechte en cirkelvormige nomogrammen, maar is uitgevoerd op papier.

## Geschiedenis

### Napier, Briggs en Oughtred
De rekenliniaal werd rond 1620–1630 uitgevonden, kort na publicatie van John Napier over de logaritme en de beschrijving van Henry Briggs van de logaritmen met grondtal 10. Edmund Gunter uit Oxford ontwikkelde in 1620 een rekenlat met een enkele logaritmische schaal, die in combinatie met een passer kon worden gebruikt om te vermenigvuldigen en te delen. Deze Gunter-liniaal is meer dan 200 jaar door de Royal Navy gebruikt.
Rond het jaar 1624 combineerde de geestelijke William Oughtred uit Cambridge twee logaritmische schalen die ten opzichte van elkaar konden worden verschoven. Men beschouwt dit als de voorloper van de rekenliniaal. Oughtred produceerde in 1632 zijn Circles of Proportion, een ronde rekenliniaal met concentrische logaritmische schalen. In hetzelfde jaar combineerde hij twee Gunter-linialen en legde hij de basis voor de moderne rekenliniaal. Zoals zijn tijdgenoot in Cambridge, Isaac Newton, onderwees Oughtred zijn idee privé aan zijn studenten, maar publiceerde ze niet meteen. Oughtreds ideeën werden pas in 1632 en 1653 door William Forster gepubliceerd.
Robert Bissaker construeerde in 1654 de schuif met schalen op beide zijden. In 1662 werd voor het eerst gesproken over sliding rule en in Engeland was ook de naam Rulers of Proportion in gebruik.

### Instrumentmakers
Steeds meer Engelse instrumentmakers begonnen vanaf 1675 rekenlinialen te produceren. Er werden afhankelijk van de toepassing verschillende schalen op de rekenliniaal weergegeven. Bekend is de liniaal van Henry Coggeshall uit 1677 voor de houtindustrie, die meer dan 200 jaar in gebruik is geweest. De Soho-liniaal van Mathew Boulton en James Watt bijvoorbeeld, ontworpen in 1775, was geschikt om berekeningen aan stoommachines mee te kunnen uitvoeren.

### Amédée Mannheim
De rekenliniaal voor algemeen gebruik werd pas populair na een uitvinding van de Franse kolonel Amédée Mannheim in 1850. Mannheim kan worden beschouwd als de uitvinder van de moderne rekenliniaal.
Rond 1860 vond George Fuller een cilindrische rekenschaal uit. De Duitse firma Dennert und Pape begon in 1886 in Altona bij Hamburg rekenlinialen te produceren met schalen op wit celluloid en in de Verenigde Staten, Japan, Duitsland, Engeland en Frankrijk werden steeds meer rekenlinialen geproduceerd. De vraag naar rekenlinialen steeg enorm door de opkomst van de machinebouw, mijnbouw, waterstaatkundige werken, wapenindustrie en de elektrotechnische industrie. De logaritmische schaalverdelingen werden eerst met de hand geconstrueerd, maar omstreeks 1900 konden die mechanisch worden geconstrueerd en kreeg de productie van rekenlinialen steeds meer een industrieel karakter.
Behalve de rekenlinialen voor algemeen gebruik werden nog steeds veel rekenlinialen voor speciale toepassingen geproduceerd. Bekende linialen waren de elektroliniaal voor berekeningen in de elektrotechniek en linialen voor rekenwerk met betrekking tot gewapend beton. Deze linialen bevatten naast de schalen voor algemeen rekenwerk speciale aan het vakgebied gerelateerde schalen. Door deze ontwikkelingen werd de rekenliniaal het herkenningssymbool van de ingenieur en de technicus.
Gedurende de eerste 70 jaar van de twintigste eeuw verscheen er een enorme diversiteit van rekenlinialen op de markt. Was het onderwijs in het gebruik van de rekenliniaal eerst tot het technisch onderwijs beperkt, al gauw werd het gebruik ervan ook in het algemeen vormende middelbaar onderwijs onderwezen. Scholieren leerden met een logaritmetafel werken en met andere tafels voor het uitvoeren van nauwkeurige berekeningen.

## Schalen
Voorkomende schalen zijn onder meer:
- A en B: x2, van 1 tot 100
- C en D: x, van 1 tot 10
- CI en DI: 1/x, inverse (of omgekeerde) schaal van C en D, van 10 tot 1
- CF en DF: πx, van π tot 10π; deze aan de C en D parallelle schaal voorkomt het moeten doorschuiven omdat de uitkomst buiten het bereik van de C of de D schaal ligt
- CIF: 1/πx, inverse (of omgekeerde) schaal van CI, van 10π tot π
- K: x3, kubusschaal, schaal voor derdemachten, van 1 tot 1000
- L: 10log x, lineaire schaal, waarbij ieder getal op L de logaritme (met grondtal 10) is van het overeenkomstige getal op C en D; van 0 tot 1
- LL-schalen: log-log- of natuurlijke logaritmeschalen, met getallen die meestal een ln of een e-macht zijn van de getallen x op C en D
  - LL3: ex, van e tot e10, soms iets verder doorlopend links en rechts tot ronde getallen, bijvoorbeeld van 2,5 tot 50.000
  - LL2: ex/10, van e0,1 tot e, soms iets verder doorlopend links en rechts tot ronde getallen, bijvoorbeeld van 1,1 tot 3
  - LL1: ex/100, van e0,01 tot e0,1, dit is ongeveer van 1,01 tot 1,1; deze schaal kan bijvoorbeeld van pas komen bij renteberekeningen, met een rente van 1 tot 10% per periode
  - LL0: ex/1000, van e0,001 tot e0,01, dit is ongeveer van 1,001 tot 1,01; deze schaal kan ook van pas komen bij renteberekeningen, met een rente van 0,1 tot 1% per periode, wat met name van toepassing kan zijn als de periode een maand of kwartaal is
- S: arcsin(x/10) in graden, sinusschaal, van arcsin 0,1 tot 90, soms iets verder doorlopend links tot een rond getal, bijvoorbeeld van 5,5 tot 90
- T: arctan(x/10) in graden, tangensschaal, van arctan 0,1 tot 45, soms iets verder doorlopend links tot een rond getal, bijvoorbeeld van 5,5 tot 45
- ST: 1,8x/π, sinus-tangensschaal voor kleine hoeken en tevens de schaal waarmee radialen naar graden kunnen worden omgerekend en omgekeerd, soms iets verder doorlopend links en rechts tot ronde getallen, bijvoorbeeld van 0,55 tot 6
- P: de wortel uit 1-x2, ook wel de Pythagoras schaal genoemd, van 0,995 tot 0

## Systemen

### Mannheim
De moderne rekenlinialen hebben als basis de schalenconfiguratie en een cursor die rond 1850 door de Franse kolonel Mannheim werden bedacht. Het idee van een loper of cursor was overigens niet helemaal nieuw. Al in 1775 beschreef een zekere John Robertson een `verbeterde Gunter`, waarbij een cursor wordt toegepast.
De eerste Mannheim-linialen beschikten uitsluitend over de schalen A // B - C // D. Later werd de Mannheim-liniaal op de voorkant uitgebreid tot de configuratie: A // B - CI - C // D - K; de achterkant van de schuif had de configuratie // S - L - T //.

### Rietz
In 1902 vond Max Rietz een schalenconfiguratie die tot in de jaren zeventig van de twintigste eeuw de meest populaire schalenconfiguratie bleef: op de voorkant K - A // B - CI - C // D - L; op de achterkant van tong // S - ST - T //.

### Darmstadt
Technici en ingenieurs hadden behoefte aan een rekenliniaal waarmee met willekeurige machten en exponenten kan worden gerekend. Deze liniaal werd in 1935 bedacht door Dr. Alwin Walther uit Darmstadt. De Darmstadt-liniaal beschikt over een aantal log-log-schalen, die LL-schalen worden genoemd. Daarnaast was de zogenaamde Pythagorasschaal P een zeer handige noviteit. De Darmstadt-configuratie is op de voorkant K - A // B - CI - C // D - P; op de achterkant van de schuif staan de dubbellog-schalen: // LL1 - LL2 - LL3 //; de zijkanten van de oorspronkelijke Darmstadt-liniaal werden met de S-, de T- en de L-schaal uitgerust.
Overigens was het idee van dubbellog-schalen in de tijd van Walther niet nieuw: al in 1815 is het idee van log-log-schalen bedacht door de Engelsman Roget. Door de stand van de toenmalige wetenschap en techniek bestonden er echter nauwelijks toepassingen van rekentechnieken met andere dan de meest elementaire machten.
De getallen op de LL-schalen op de Darmstadt-liniaal zijn meestal een e-macht van de getallen x op C en D. Met deze LL-schalen kan men iedere macht met grondtal groter dan 1 berekenen. De exponent van het natuurlijke grondtal e (2,718...) is daarbij steeds positief. Vandaar dat deze schalen ook wel positieve LL-schalen worden genoemd.

### Hybride Rietz-Darmstadt-linialen
Met de oorspronkelijke Darmstadt-liniaal is het werken met grondtallen kleiner dan 1 en negatieve exponenten bewerkelijk. Daarom werden latere rekenlinialen uitgevoerd met negatieve LL-schalen: LL01, LL02 en LL03. Sommige rekenlinialen beschikken zelfs over een LL0-schaal, voor grondtallen groter dan 1 en over een LL00-schaal voor grondtallen kleiner dan 1.
Veel rekenlinialen beschikken over zogenaamde verschoven (Engels: folded) schalen. Die schalen worden met een F aangeduid, bijvoorbeeld CF en DF. De inversen van deze schalen worden aangeduid met CIF en DIF. Het voordeel van deze verschoven schalen is dat er minder heen en weer hoeft te worden geschoven met de tong van de liniaal.
De latere professionele rekenlinialen zijn feitelijk een hybride uitvoering van de systemen Rietz en Darmstadt, waarbij opvalt dat de LL-schalen gewoonlijk op het vaste deel van de liniaal zijn aangebracht. Een fraai voorbeeld is de duplexliniaal Aristo 0968, die in 1949 werd ontworpen en tot ongeveer 1980 een zeer populaire liniaal was bij technici en ingenieurs.
Deze tweezijdige liniaal met tweezijdige cursor heeft de volgende schalenconfiguratie:
voorkant: LL01 - LL02 - LL03 - A // B - L - K - C // D - LL1 - LL2 - LL3;
achterkant: ST - T1 - T2 - DF // CF - CIF - CI - C // D - P - S

## Wiskundige achtergrond en gebruik

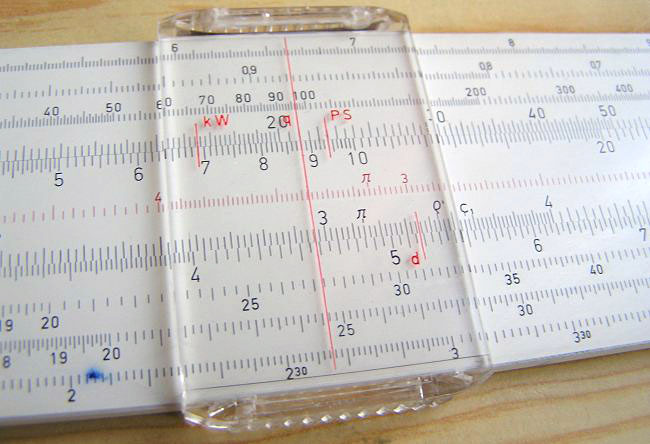
Aflezen liniaal

### Vermenigvuldigen en delen
Vooral de C-schaal en de D-schaal op een rekenliniaal gebruikt men voor vermenigvuldigingen en delingen. Deze schalen duidt men met een x aan. Afstanden op de logaritmische schalen C en D, uitgedrukt in de lengte van een decade, zijn gelijk aan de logaritme van het quotiënt van de schaalwaarden. Ter illustratie kan men kijken naar de lineaire schaal L, lopend van 0 tot 1, waarop de logaritmen van de waarden van D staan. Op deze schaal is de afstand van bijvoorbeeld 0,1 tot 0,3 even groot als de afstand tussen 0,6 en 0,8. De getallen l op schaal L staan in verbinding met de getallen op de D-schaal volgens de betrekking l → 10l = x. De getallen op de L-schaal zijn dus de logaritme met grondtal 10 van de getallen op D omdat l(x) = log(x). Vandaar dat men L vaak log-schaal noemt.
Als p op C boven q op D staat en r op C boven s op D dan is de afstand van p tot r gelijk aan die van q tot s, dus p/r = q/s. Dit kan men gebruiken om een van de vier uit de andere drie te bepalen: p = qr/s, q = ps/r, r = ps/q, s = qr/p. Er zijn zo vier manieren om het product van twee getallen tussen 1 en 10 te bepalen; de noemer wordt 1 genomen als het product ook tussen 1 en 10 ligt, en anders 10. Er zijn zo ook vier manieren om het quotiënt van twee getallen tussen 1 en 10 te bepalen; de extra factor in de teller wordt 1 genomen als het quotiënt ook tussen 1 en 10 ligt, en anders 10. Deze laatste keuze wijst zich vanzelf: tegenover een van beide is de schaal opgehouden.
Voorbeelden:
Als we a op D willen vermenigvuldigen met b op C, en we schatten in dat het product kleiner is dan 10, dan schuiven we de 1 van C boven de a op D. Onder de b van C lezen we vervolgens het product a∙b op D af. Als het product echter groter blijkt te zijn dan 10, dan kunnen we het product niet aflezen omdat onder de b van C de schaalverdeling van D is opgehouden. Als we inschatten dat het product groter is dan 10 (of als dat bij de eerste poging bleek) dan schuiven we tong van de liniaal zover naar links dat de 10 van C staat boven a op D. Onder b op C lezen we nu a∙b/10. Dat het resultaat nog met 10 moet worden vermenigvuldigd volgt uit het feit dat de 10 en niet de 1 van C is gebruikt. Men kan dit ook negeren, en op basis van de orde van grootte die het resultaat moet hebben concluderen dat men nog met 10 moet vermenigvuldigen. Bij het op basis van de orde van grootte bepalen van de plaats van de komma corrigeert men in één moeite door voor het reduceren van de factoren tot getallen tussen 1 en 10, zoals bij het vermenigvuldigen van 420 en 31, waarbij het vervangen van 420 door 4,2 en 31 door 3,1 nog correctiefactoren 100 en 10 nodig maken, naast de genoemde factor 10.
Delen is nog iets gemakkelijker dan vermenigvuldigen omdat we niet van tevoren hoeven in te schatten naar welke kant we de tong moeten schuiven. Als we a willen delen door b dan schuiven we a van C boven b op D. Boven de 1 van D lezen we vervolgens het quotiënt a/b op C af, of boven 10 lezen we 10a/b af. Ook hier kan men dit onderscheid negeren, en op basis van de orde van grootte die het resultaat moet hebben de plaats van de komma bepalen.

### CF en DF
Parallel aan het vermenigvuldigen en delen op de C- en D-schalen vinden dezelfde bewerkingen plaats op de CF- en DF-schalen. Alleen zijn de getallen op deze schalen verschoven. Als een vermenigvuldiging of deling op de combinatie van CF en DF niet uitkomt en de tong verschoven zou moeten worden, kan men zonder verschuiven van de tong ook het antwoord via C en D vinden. Ook het omgekeerde geldt. Dus heen en weer schakelen tussen de paren C/D en CF/DF leidt tot vermindering van het heen en weer schuiven van de tong van de rekenliniaal en daarmee van een bron van onnauwkeurigheid. Zo is bovendien vaak een tijdrovende instelling van de liniaal te voorkomen.

### D en CI
Vermenigvuldigen en delen kan ook plaatsvinden op de combinatie van D en CI. De getallen van CI worden zijn in het rood aangeduid omdat ze in de tegengestelde richting staan. Bij vermenigvuldiging van a met b zetten we nu b van CI boven a op D, en lezen ab op D af onder de 1 van CI, of ab/10 onder de 10 van CI. Zoals we bij delen met de schalen C en D niet van tevoren hoeven in te schatten naar welke kant we de tong moeten schuiven, geldt dit nu voor vermenigvuldigen. Wel is het zo dat de gebruikte schalen meestal niet tegenover elkaar geplaatst kunnen worden, dus voor nauwkeurig aflezen heeft men steeds de cursor nodig.

### A en B
Ook de combinatie van de schalen A en B kan worden gebruikt voor vermenigvuldigingen en delingen. Nadeel is de lagere precisie door de kortere decade, voordeel is dat bij meerdere vermenigvuldigingen met of delingen door een vast getal de tong tussendoor niet verschoven hoeft te worden: deze kan altijd zo geplaatst worden dat de overlap van beide schalen meer dan een decade is.

### Kwadrateren en worteltrekken
De getallen op schaal A zijn het kwadraat van de getallen op schaal D, en die op schaal B het kwadraat van die op schaal C. Voor wortels uit getallen met een oneven aantal cijfers gebruiken we de linker decade; voor wortels uit getallen met een even aantal cijfers gebruiken we de rechter decade.
Het verband met de getallen op de L-schaal is l → 102l = x2. Hiervoor kunnen we ook schrijven l = 1/2∙log(x2).
Het werken met beide schalencombinaties A/B en C/D is dat men berekeningen kan combineren, bijvoorbeeld voor de wortel uit een product gebruikt men de schalen A en B voor de factoren, en leest men op C of D het resultaat af.

### Kubusschaal K
Bijna alle rekenlinalen beschikken over een K-schaal, waarvan de waarden de derde macht zijn van de getallen op de D-schaal. De K-schaal bestaat uit drie decaden. Van iedere waarde op K vinden we de derdemachtswortel op D.

### Lineaire schaal L
De lineaire schaal L is de zogenaamde mantissenschaal. Het verband tussen C en D enerzijds en L anderzijds is te begrijpen als we getallen in de gebruikelijke wetenschappelijke notatie schrijven. In die zogenaamde zwevendekommanotatie kan ieder positief reëel getal geschreven worden als x = s·10w, waarin 1 ≤ s < 10 (in de praktijk is slechts een beperkt aantal cijfers voor s beschikbaar, het aantal significante cijfers) en w een geheel getal is. Het getal s wordt in dit verband de significant of coëfficiënt van x genoemd en w de wijzer. Men noemt s ook wel de mantisse, maar in verband met de rekenliniaal (en de logaritmetafel) is het handiger dat woord expliciet te reserveren voor de mantisse van de logaritme.
Op de schalen C en D kunnen de significanten s van de getallen waarmee we rekenen aangegeven worden. Voor de logaritme (met grondtal 10) van x geldt log(x) = log(s) + w = m + w, waarin m = log(s) de mantisse is, de logaritme van de significant s, met 0 ≤ m < 1. De mantisse m is een getal op de lineaire schaal L.
Uit het voorgaande volgt nog:
{\displaystyle x=10^{m}10^{w}=10^{m+w}.}
Enige voorbeelden ter verduidelijking.
{\displaystyle 5000=5\cdot 10^{3}=10^{0,6990}\cdot 10^{3}}
De significant is 5 (te vinden op C of D), de mantisse is 0,6990 (te vinden op L) en de wijzer is 3.
{\displaystyle 0{,}005=5\cdot 10^{-3}=10^{0{,}6990}\cdot 10^{-3}}
De significant is 5 (te vinden op C of D), de mantisse is 0,6990 (te vinden op L) en de wijzer is –3.
Veel rekenlinialen beschikken niet over loglog-schalen, waardoor het berekenen van machten bewerkelijk is. In principe kunnen via de lineaire schaal L machten met een willekeurig (positief) grondtal en willekeurige (positieve) exponent wel degelijk worden berekend, zij het tamelijk moeizaam. Die berekening gaat volgens de formule
{\displaystyle g^{a}=10^{a\cdot \log g}}
Bijvoorbeeld:
{\displaystyle 3{,}7^{4{,}5}=10^{4{,}5\cdot \log 3{,}7}=10^{4{,}5\times 0{,}568}=10^{2{,}557}=10^{0{,}557}\cdot 10^{2}=361.}
Hierbij stellen we 3,7 in op D en vinden de mantisse 0,568 op L. Deze 0,568 stellen we in op D in en vermenigvuldigen dat getal met 4,5 op C en vinden het product 2,557 op D. De wijzer is 2. De mantisse is 0,557, die brengen we naar L, waarna we op D 3,61 vinden. Juist het overbrengen van getallen van de ene schaal naar de andere is bewerkelijk en bovendien een bron van fouten, omdat we tussenantwoorden van de berekening moeten aflezen, iets wat met LL-schalen onnodig is.
Ook als de exponent groter is dan 10 gaan we op de beschreven wijze te werk. Bijvoorbeeld:
{\displaystyle 3{,}7^{15}=10^{15\log 3{,}7}=10^{8{,}52}=10^{0{,}52}\cdot 10^{8}=3{,}33\cdot 10^{8}.}
Als het grondtal groter is dan 10, is de wijzer groter dan 1 en moet er een optelling worden uitgevoerd, die niet op een rekenliniaal tot stand kan worden gebracht.
{\displaystyle {\begin{aligned}&15^{3{,}7}=10^{3{,}7\log 15}\to \\&\log 1{,}5=0{,}176\\&\log 15=1{,}176\\&3{,}7\log 15=4{,}35=4+0{,}35\\&15^{3{,}7}=10^{0{,}35}\cdot 10^{4}=2{,}25\cdot 10^{4}\\\end{aligned}}}
Zelfs als een rekenliniaal niet beschikt over een L-schaal is het soms mogelijk om machten met een willekeurige exponent en willekeurig grondtal uit te rekenen. Dat geldt voor het geval dat op de liniaal een gewone schaalverdeling, bijvoorbeeld van 0 tot 25 cm, aanwezig is die parallel loopt aan D. Het verband tussen die getallen op de lineaire schaal van 0 tot 25 en de getallen x van 1 tot 10 op D wordt gegeven door een logaritme waarvan het grondtal is:
{\displaystyle g=10^{1/25}=1{,}096...}
Een berekening gaat dan als volgt:
{\displaystyle 3{,}7^{1{,}56}=g^{1{,}56\cdot \log 3{,}7}=g^{22{,}16}=7{,}70}

### Oppervlakte van een cirkel
Het verband tussen de oppervlakte van een cirkel en zijn diameter wordt gegeven door
{\displaystyle A={\frac {1}{4}}\pi {{d}^{2}}={\frac {{d}^{2}}{4/\pi }}\approx {\frac {{d}^{2}}{1,273}}}
Men kan echter ook schrijven
{\displaystyle A=\left({\frac {d}{\sqrt {4/\pi }}}\right)^{2}\approx \left({\frac {d}{1,128}}\right)^{2}}
Gewoonlijk bevat de loper, naast de grote loperstreep, een aantal kleinere strepen. Op de hoogte van de C- en D-schalen, rechts van de grote loperstreep vinden we vaak een kleinere streep op afstand 1,128 (van links naar rechts gezien) vanaf de grote streep. Als we de diameter op D onder die kleine streep zetten en we via de grote loperstreep naar A gaan, vinden we op A de oppervlakte van de cirkel. Omdat we vanaf de kleinere streep van rechts naar links in de richting van de grotere gaan, vindt hier een deling door 1,128 plaats. De overgang van D naar A vertegenwoordigt het kwadrateren. De oppervlakte van de cirkel is dus via de tweede formule berekend.
Vaak staat op de loper links van de grote loperstreep een kleinere streep op de hoogte van de schalen A en B. De afstand tussen deze kleine streep en de grote loperstreep is gelijk aan 1,273, van links naar rechts gerekend. Als men op D de diameter van een cirkel instelt, leest men op A de oppervlakte van de cirkel onder de kleine loperstreep af. Omdat de berekening langs A van rechts naar links wordt uitgevoerd, vindt bij deze bewerking een deling door 1,273 plaats. Dan wordt dus de eerste formule toegepast.

### Sinus en cosinus
De schaal S staat in verband met schaal D volgens de afbeelding x → arcsin(x). Hierbij moeten de getallen op D worden opgevat als getallen tussen 0,1 en 1. Op de meeste linialen worden de hoeken uitgedrukt in graden, waarbij de graden decimaal zijn verdeeld. Er zijn echter ook rekenlinialen waarbij de graden zestigtallig worden onderverdeeld in minuten en seconden.
Als α een hoek op S is, is de overeenkomstige waarde op L gelijk aan l = log sin(α). Dit is een negatief getal, waaruit volgt dat we nu het rechterpunt van L als nulpunt moeten zien en het linkerpunt als -1. Dat is natuurlijk ook overeenkomstig de hier gehanteerde indeling van D van 0,1 tot 1 en log(0,1) = -1.
Veel rekenlinialen bevatten naast de hoeken van 5,7° tot 90° ook de rij complementaire hoeken. De rij van complementaire hoeken loopt dan van rechts naar links van 0° tot 84,3°. De getallen van deze tweede rij wordt dan in het rood vermeld omdat ze in ömgekeerde richting staan. Deze schaal is de cosinusschaal omdat cos(α) = sin(90° - α).
Men laat de S-schaal vaak beginnen bij 5,5°, dus links van het eigenlijke begin van de schaal. De cosinusschaal eindigt dan bij 84,5°. Dit soort overloopstukjes aan het begin of einde van een schaal vergemakkelijken berekeningen aan de uiteinden van de schaal.
De rekenliniaal is vooral handig bij het uitvoeren van berekeningen waarbij de sinusregel een rol speelt
{\displaystyle {\frac {a}{\sin \alpha }}={\frac {b}{\sin \beta }}={\frac {c}{\sin \gamma }}=2R}.
De sinussen van de hoeken α, β en γ stellen we in op D; de zijden a, b en c stellen we in op C. Eén paar instellen is voldoende. Vervolgens kunnen de andere verhoudingen zonder enige schuifbeweging worden afgelezen. Ook als we de diameter d = 2R van de omgeschreven cirkel op C ingestellen boven de rechter 1 van D, vinden we zonder moeite de drie andere verhoudingen.
Dit is buitengewoon voordelig bij rechthoekige driehoeken. Daarvoor geldt immers
{\displaystyle {\frac {a}{\sin \alpha }}={\frac {b}{1}}={\frac {c}{\sin(90{}^{\circ }-\alpha )}}}.
Hoek B is hierbij recht verondersteld en c is de hypothenusa. De lengte van de hypothenusa lezen we af boven de rechter 1 van D.
Op overeenkomstige wijze kunnen zeer eenvoudig polaire coördinaten (r,φ) in het vlak worden omgerekend naar orthogonale coördinaten (x,y). Immers
{\displaystyle {\frac {y}{\sin \varphi }}={\frac {r}{1}}} en {\displaystyle {\frac {x}{\cos \varphi }}={\frac {r}{1}}}.

### Tangens
De meeste rekenlinialen beschikken over één schaal T waarmee de tangens van een hoek kan worden berekend. Sommige linialen bevatten twee van zulke schalen die dan met T1 en T2 worden aangeduid. De schaal T (T1) staat in verband met schaal D volgens de afbeelding x → arctan(x). Voor de bijbehorende waarde op L van een hoek α op T (T1) geldt l = log tan(α). Hierbij moeten de getallen op D worden opgevat als getallen tussen 0,1 en 1. De overeenkomstige hoeken op T (T1) lopen dan van 5,7° tot 45°. Vaak wordt de T-schaal aan de linkerkant met een overloopstukje uitgevoerd. De kleinste hoek op deze schaal is dan 5,5°.
De schaal T2 moet als het verlengde van T1 worden opgevat. De schaal T2 staat eveneens in verband met schaal D volgens de afbeelding x → arctan(x). Hierbij moeten de getallen op D nu worden opgevat als getallen tussen 1 en 10. Voor de bijbehorende waarde op L van een hoek α op T2 geldt ook hier l = log tan(α). De hoeken op T2 beginnen met 45° en eindigen met arctan(10), dus met 84,3°. T2 kan echter aan de rechterkant een overloopstukje bevatten waardoor de grootste hoek 84,5° is.

### ST en radialen
De sinus-tangensschaal ST bestaat uit één decade, een decade echter die (afgezien van overloopstukjes) met 0,573 begint en met 5,73 eindigt. De bijbehorende getallen op D lopen hierbij van 0,01 tot 0,1. De getallen op ST zijn dus 5,73 maal zo groot als de getallen op D. Schaal ST is log(5,73) verschoven ten opzichte van D. Net zoals bij de schalen CF en DF hebben we hier te maken met een ‘folded’ schaal.
Het getal 5,73 is niet willekeurig gekozen. 57,3 is 180 gedeeld door π, de factor waarmee we graden en radialen naar elkaar omrekenen. Het aantal graden van een hoek is 57,3 maal zo groot als het aantal radialen en omgekeerd is het aantal radialen 1/57,3 maal zo groot als het aantal graden. Als we een hoek in graden instellen op ST, lezen we op D de grootte van de hoek uitgedrukt in radialen af. Zo lezen we bijvoorbeeld af dat een hoek van 3° in radialen 0,0524 bedraagt. Omgekeerd dat een hoek van 0,04 radialen 2,3° is.
Bij dit soort berekeningen mogen hoeken ook groter zijn dan 5,7°. De omrekeningsfactor blijft altijd dezelfde. We moeten echter de decade op D in dat geval iets anders interpreteren. Als we de grootte van een hoek van 30° in radialen willen uitdrukken, interpreteren we D als de decade van 0,1 tot 1. We vinden dan dat 30° op ST overeenkomt met 0,524 radialen op D. Als we de grootte van een hoek van 300° in radialen willen uitdrukken, interpreteren we de decade van D als lopend van 1 tot 10. We vinden dan 5,24 radialen op D.

### ST en hoeken
Als we ST opvatten als een schaalverdeling voor kleine hoeken (hoeken tussen 0,01 rad = 0,573° en 0,1 rad = 5,73°) dan moet ST links van S en links van T (T1) worden gedacht. Voor zulke kleine hoeken, uitgedrukt in radialen, geldt bij benadering sin(α) ≈ α ≈ tan(α).
Als we een hoek instellen op ST, vinden we op D de exacte waarde van de hoek uitgedrukt in radialen; een benadering voor de sinus van de hoek die een fractie te klein is en een benadering voor de tangens van de hoek die een fractie te groot is. De afwijkingen zijn echter zo klein dat ze in berekeningen in de praktijk geen rol van betekenis spelen. Op de rekenliniaal identificeren we de sinus, de hoek en de tangens met elkaar.
Als we de sinus of de tangens van een hoek op ST willen bepalen lopen de getallen op schaal D van 0,01 tot 0,1!
Met de sinus van een kleine hoek bepalen we tevens de cosinus van een grote hoek. Daarom zien we langs de schaal ST in omgekeerde richting de hoeken 84,3° tot 89,4° (afgezien van eventuele overloopstukjes).
Met behulp van de schaal T2 is de grootste hoek die we kunnen bereiken arctan(10) = 84,3°. Het bepalen van de tangens groter dan 10 van een hoek is via ST en CI te berekenen. Via ST kunnen we namelijk de tangens van grote hoeken bepalen door als volgt te werk te gaan: tan(88°)= 1/tan(2°) = 28,6. De hoek van 88° is een hoek die door de complementen op ST wordt aangeduid. Het getal 28,6 lezen we af op CI. Hierbij moet worden bedacht dat het antwoord groter dan 10 is.

### Pythagorasschaal P
De P-schaal wordt op rekenlinialen van het Darmstadttype aangeduid met
{\displaystyle {\sqrt {1-{{x}^{2}}}}}, of {\displaystyle {\sqrt {1-{{(0,1x)}^{2}}}}}.
Hierbij bevindt zich x op D. In het eerste geval worden de getallen van D geïnterpreteerd als de decade van 0,1 tot 1; in het tweede geval als de decade van 1 tot 10. Zoals bij veel berekeningen op een rekenliniaal is het de verantwoordelijkheid van de gebruiker om de decimale komma juist te plaatsen. Daarom is dit onderscheid in interpretatie tussen de twee decaden niet van wezenlijk belang.
De getallen op P nemen van rechts naar links toe in waarde. Daarom zijn ze in het rood afgedrukt.
Het belang van de P-schaal zien we vooral in berekeningen die met rechthoekige driehoeken te maken hebben. Een bijzondere toepassing vinden we als we bedenken dat
{\displaystyle {\sqrt {1-{{\sin }^{2}}\alpha }}=\cos \alpha } en {\displaystyle {\sqrt {1-{{\cos }^{2}}\alpha }}=\sin \alpha }.
Door het toepassen van deze formules kunnen we tegelijkertijd de sinus en cosinus van een hoek aflezen.
Bij relatief grote hoeken liggen de arcsin-waarden op S en de bijbehorende relatief kleine arccos-waarden zeer dicht bij elkaar, waardoor het nauwkeurig aflezen van die waarden problematisch is. Zo is het bepalen van sin(80°) moeilijk. Zetten we de cursorstreep echter op de 80° van de cosinusschaal, dan lezen we op P sin(80°) = 0,985 af en op D cos(80°) = 0,174. Deze waarden liggen op de linkerhelft van de liniaal waar de schaalverdelingen van S en P veel minder compact zijn en daardoor nauwkeuriger afleesbaar.
De hoeken op de sinusschaal zijn zwart afgedrukt; de bijbehorende complementaire hoeken zijn rood afgedrukt. Als we een berekening met een zwarte hoek beginnen, lezen we de sinus af op D, waarvan de getallen ook zwart zijn afgedrukt en lezen we de cosinus af op de P-schaal, waarvan de waarden in het rood zijn afgedrukt. Als we echter de berekening met een rode waarde beginnen, vinden we de sinus van die hoek op de rode P-schaal en de cosinus op de zwarte D. Bij het bepalen van de sinus van een hoek treedt dus geen kleurwisseling bij het aflezen op; bij het bepalen van de cosinus van een hoek treedt juist wel kleurwisseling op.

### LL0, LL1, LL2 en LL3
De dubbellog-schalen vinden we op de linialen van het Darmstadttype en de hybride Rietz-Darmstadt-linialen. LL0 tot en met LL3 worden de positieve LL-schalen genoemd. Als x een getal op D is, is y = ex een getal op LL3. Er geldt dus omgekeerd: x = ln(y). Omdat x = 10l, wordt het verband tussen L en LL3 gegeven door l = log ln(y). Aan deze formule ontlenen de LL-schalen hun naam. Gewoonlijk wordt in dit verband het natuurlijke grondtal e ( = 2,718…, getal van Euler) toegepast, maar er bestaan ook rekenlinialen met LL-schalen waar een ander grondtal wordt gebruikt. In verband met natuurwetenschap en techniek ligt echter het getal e als grondtal het meest voor de hand.
Als x een getal op D is, zijn e0,001x, e0,01x en e0,1x de aanduidingen van respectievelijk LL0, LL1 en LL2. De schaal LL3 wordt aangeduid met ex. Hoewel deze vier schalen op de rekenliniaal boven elkaar liggen, kunnen we de LL-schalen in elkaars verlengde denken. Hierbij vertrekken de LL-schalen dicht bij 1 en lopen zij in de richting van het oneindige.
Het berekenen van een e-macht met een positieve exponent vereist niet meer dan het correct aflezen van de e-macht op de juiste LL-schaal. Ook het bepalen van de natuurlijke logaritme van een getal (groter dan 1) op een LL-schaal is eenvoudig. Afhankelijk van de toegepaste LL-schaal moet het getal op D nog worden vermenigvuldigd met of gedeeld door 1000, 100 of 10.
Willekeurige machten kunnen worden uitgerekend door toepassing van de formule: {\displaystyle {{g}^{a}}=\exp \left(a\ln g\right)}, waarbij exp een exponent van e voorstelt. Als we bijvoorbeeld 1,753,45 willen uitrekenen, berekenen we exp(3,45∙ln(1,75). We starten met 1,75 op LL2. Op D vinden we dan de natuurlijke logaritme van 1,75, namelijk 0,560, maar die lezen we niet af. Merk op, dat we de decade op D hier interpreteren als het getalleninterval 0,1 tot 1 en niet als de getallen 1 tot 10!. Het getal 0,560 op D vermenigvuldigen we op de gebruikelijke wijze met 3,45. Het product 1,93 ligt echter rechts buiten LL2. Omdat de schalen achter elkaar liggen, ligt het product in feite op LL3, daarom schuiven we de tong geheel naar links, zetten we 10 van D boven 0,560 en vinden 1,93 op D. Onder de loperstreep vinden we op LL3 het gevraagde getal 6,89.
Ook het trekken van een willekeurige machtswortel uit een getal groter dan 1 kan zo worden uitgevoerd. Als bijvoorbeeld de 5e machtswortel uit 20 moet worden getrokken bedenken we dat exp(1/5 ln(20)) moet worden berekend. Op LL3 vinden we het getal 20, op D vinden we ln(20) = 3,00. Op de gebruikelijke wijze wordt deze waarde gedeeld door 5. We vinden dan 0,6 op D en vervolgens het antwoord 1,82 op LL2.

### LL00, LL01, LL02 en LL03
Als x een getal op D is, is y = e-x een getal op LL03. e-0,001x, e-0,01x en e-0,1x zijn de aanduidingen van respectievelijk LL00, LL01 en LL02. Hoewel deze vier schalen op de rekenliniaal boven elkaar liggen, kunnen we ook deze LL-schalen in elkaars verlengde denken. Hierbij vertrekken de LL-schalen dicht bij 1 en lopen zij in de richting van nul. De getallen op dit viertal LL-schalen nemen van rechts naar links in grootte toe, vandaar dat de getallen op deze schalen in het rood zijn afgedrukt. Bovendien zijn deze schalen de omgekeerden van LL0 tot en met LL3.
Het berekenen van een e-macht met een negatieve exponent vereist niet meer dan het correct aflezen van de e-macht op de juiste LL-schaal. Ook het bepalen van de natuurlijke logaritme van een getal (groter dan 0, maar kleiner dan 1) op een LL-schaal is eenvoudig. Hierbij moet worden bedacht dat de natuurlijke logaritme in dat geval negatief is. Afhankelijk van de toegepaste LL-schaal moet het getal op D nog worden vermenigvuldigd met of gedeeld door 1000, 100 of 10.
Het rekenen met willekeurige machten met grondtal; tussen 0 en 1 gaat op dezelfde wijze is zijn werk als bij de positieve LL-schalen. Een voorbeeld ter verduidelijking. We berekenen 0,755. We vinden ln(0,75) = -0,288 op D. Het minteken voegen we zelf toe. De getallen van D worden hier opgevat als de decade van 0,1 tot 1. Het getal -0,288 vermenigvuldigen we met 5 en vinden -1,44 op D. Hiervoor hebben we de tong helemaal naar links moeten schuiven, waardoor we de overgang van LL02 naar LL03 hebben bewerkstelligd. Op LL03 lezen we het resultaat af: 0,237.
Als het grondtal groter is dan 1 maar de exponent negatief maken we ook gebruik van een negatieve LL-schaal. We berekenen als voorbeeld 3,25-4,75. Met behulp van de positieve LL-schalen berekenen we 3,254,75 = 270. Dit resultaat lezen we af op LL3. Nu is LL03 de omgekeerde van LL3, zodat we op LL03 de gevraagde waarde kunnen aflezen: 3,70·10−3.

### Sh, Ch en Th
Schalen voor de hyperbolische functies komen maar op een klein aantal rekenlinialen voor. Het aantal toepassingen van hyperbolische functies buiten de wiskunde is niet groot. De meest bekende toepassing vinden we in de kettinglijn. Ook in de elektrotechniek, vooral in de theorie van de wisselstroom en de theorie van transmissielijnen, worden hyperbolische functies gebruikt.
Opvallend is dat - gerekend vanaf de basisschaal D - de schalen Sh, Ch en Th op rekenlinalen in feite de schalen zijn van de invers-hyperbolische functies arsinh, arcosh en artanh. Deze worden op de hedendaagse rekenmachines gewoonlijk aangeduid met de -1 notatie: sinh−1(x), enzovoorts.

### Specialistische schalen

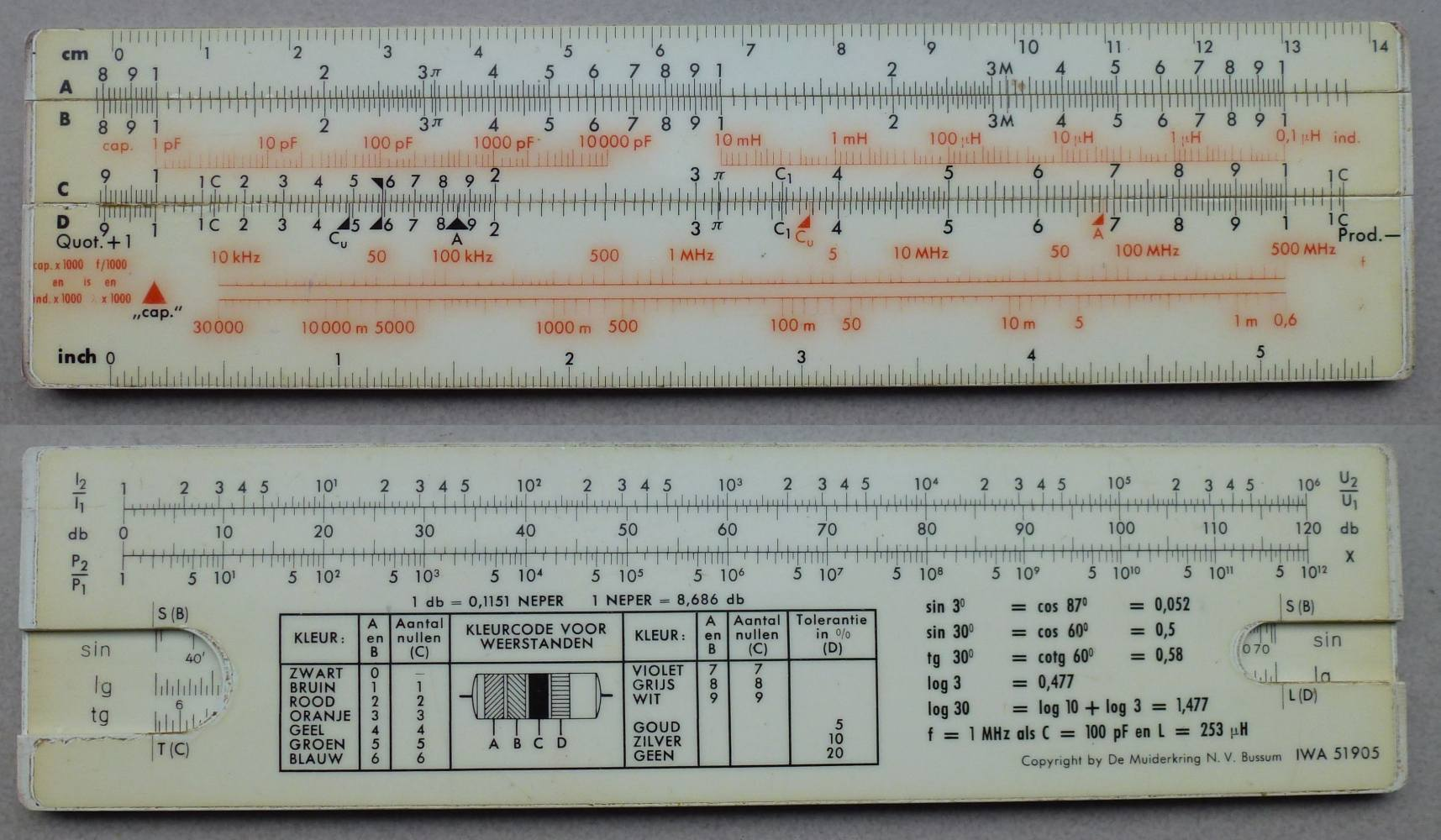
Rekenliniaal door De Muiderkring geproduceerd voor de berekening van een aantal grootheden gebruikt in de elektronicatechniek

Schattingen laten zien dat er tussen de 4000 en 6000 verschillende typen rekenlinialen zijn geproduceerd. Velen daarvan zijn varianten van de systemen Mannheim, Rietz en Darmstadt. Daarnaast zijn er voor talloze toepassingen rekenlinialen ontworpen met specialistische schalen voor variabelen die in de betreffende vakgebieden voorkomen. Er zijn rekenlinialen voor elektrotechniek, elektronica, chemie, handelsberekeningen, betonconstructies, waterwerken en vele andere vakgebieden.
Een fraai voorbeeld werd rond 1963 in Nederland geproduceerd: de elektronica-liniaal van De Muiderkring, een firma die radio's, onderdelen en andere elektronica verhandelde, vaak in de vorm van bouwdozen, maar ook uitgever was van een lange rij boeken over radiotechniek en die cursussen voor radiotechnici en elektronici verzorgde. Voor hen was de elektronica-liniaal ontworpen. Naast de meest gebruikelijke schalen bezat deze liniaal schalen voor de golflengte λ, de hoeksnelheid ω, de frequentie f van radiogolven, maar met de belangrijkste schalen kunnen berekeningen aan spoelen, condensatoren en elektrische resonantiekringen worden vereenvoudigd.

## Voor- en nadelen
Een voordeel van een rekenliniaal ten opzichte van een rekenmachine is dat men van sommige typen functies een overzicht kan krijgen door de tong eenmalig in de goede stand te schuiven. Met alleen kijken kan men series resultaten aflezen. Voor nauwkeuriger aflezen, vooral bij schalen die niet direct tegen elkaar aan liggen, kan men alsnog de cursor gebruiken. Voorbeelden:
- f(x) = ax (plaats 1 op A boven a op B, dan staat x op A boven ax op B). Er wordt een hele decade bestreken, voor andere decaden hoeft men slechts te corrigeren voor een macht van 10.
- f(x) = a/x (plaats a op CI boven 1 of 10 op D, dan staat x of 10x op CI boven a/x op D. In elk van beide standen wordt een deel van een decade bestreken, samen een hele decade; voor andere decaden hoeft men slechts te corrigeren voor een macht van 10.
- f(x) = ax en de inverse functie f(x) = logax (plaats a op een LL-schaal boven 1 of 10 op D, dan staat ax op de LL-schaal boven x of 10x op D, en dus staat x op de LL-schaal boven logax of 10logax op D; ook kan men meerdere LL-schalen gebruiken, plaats bijvoorbeeld a op LL2 boven 1 of 10 op D, dan staat niet alleen ax op LL2 boven x of 10x op D, maar staat ook ax op LL3 boven x/10 of x op D, en dus staat niet alleen x op LL2 boven logax of 10logax op D, maar staat ook x op LL3 boven (logax)/10 of logax op D). Voor wat betreft a en ax en dus x in logax kan men niet "corrigeren voor een macht van 10"; hun bereik wordt bepaald door de beschikbaarheid van LL-schalen. Dienovereenkomstig is het bereik van logax, en dus van x in ax, bijvoorbeeld bij twee LL-schalen van 0,01 tot 100. Soms lopen de LL-schalen iets verder door naar links en rechts, waardoor het bereik iets groter is.

Als didactisch voordeel kan worden aangevoerd dat de student door het leren gebruiken van een rekenliniaal een beter inzicht in algebra krijgt, vooral de logaritme beter leert begrijpen.
Een beperking van de rekenliniaal is dat men bijvoorbeeld met schaal C en D niet rechtstreeks kan werken met getallen buiten het interval van 1 tot 10, en dus zelf de plaats van de decimale komma in het resultaat moet bepalen. Deze noodzaak van het steeds inschatten van de ordegrootte van het resultaat van een berekening levert aan de andere kant ook inzichtvoordelen.
De getallen op een rekenliniaal hebben een fysieke plek waardoor de student een goed gevoel ontwikkelt voor de ordening van getallen en hun onderlinge relaties.
Automatisch en snel kunnen rekenen op een rekenliniaal vereist een flinke oefening.
Als nadeel van de rekenliniaal wordt vaak de beperkte nauwkeurigheid genoemd als gevolg van het relatief kleine aantal significante cijfers waarmee gerekend kan worden, maar in de praktijk blijken de meeste berekeningen niet meer dan 3 significante cijfers nodig te hebben, wat voor het rekenen met de rekenliniaal geen enkel probleem is. Een van de problemen die elektronische rekenmachines juist veroorzaken is dat de student geen goed gevoel ontwikkelt voor het correcte aantal significante cijfers van een berekening.
Wegens de eenvoud van optellingen en aftrekkingen zou het nauwelijks de moeite waard zijn hiervoor een rekenliniaal met lineaire schalen te gebruiken, daarom bieden rekenlinialen deze mogelijkheid niet.
De elektronische rekenmachine is gemakkelijk en snel en de bediening sluit directer aan op de rekenkundige formulering van de te maken berekening. Het aantal cijfers waarmee gerekend kan worden is aanzienlijk groter, en de plaats van de decimale komma in het resultaat (of de exponent in wetenschappelijke notatie) wordt ook aangegeven; verder kan men er ook optellingen en aftrekkingen mee uitvoeren, en een wetenschappelijke rekenmachine biedt vaak ook meer wiskundige functies dan een rekenliniaal.
Toen in de tweede helft van de jaren 70 goedkope elektronische rekenmachines op de markt verschenen, eindigde mede daardoor de 350 jaar lange periode van de rekenliniaal.

## Producenten
In de twintigste eeuw, ongeveer tot 1975, zijn er circa 40 miljoen rekenlinialen, alsmede een kleiner aantal rekenwalzen, rekencilinders en rekenschijven geproduceerd. Er waren een paar honderd fabrieken en fabriekjes die rekenlinialen produceerden. De grootste producenten van rekenlinialen en rekenschijven waren gevestigd in het Verenigd Koninkrijk, Duitsland en de Verenigde Staten.

### Nederland
ALRO, een kleine firma in Den Haag, opgericht in 1935, produceerde rekenlinialen en rekenschijven, vaak voor speciale toepassingen, o.a. voor de toenmalige PTT en de Muiderkring (de Nederlandse elektronica-liniaal). ALRO besteedde ontwerp en productie van onderdelen uit aan diverse ondernemingen en verzorgde zelf de assemblage.
Rijnja, opgericht in 1892 in Amsterdam was de fabrikant van de zogenaamde Balkenschuif. Mercator in Alkmaar was de producent van een favoriete flight computer, een speciale rekenschijf die door piloten werd en nog steeds wordt gebruikt.
Nederlandse firma's brachten weleens rekenlinialen onder hun eigen naam op de markt, maar lieten die linialen maken in het buitenland. De rekenlinialen van Ahrend bijvoorbeeld werden geproduceerd door Hemmi in Japan en door Aristo in Duitsland.
Opvallend is het grote aantal Nederlandse ontwerpers van gespecialiseerde rekenlinialen. Hieronder vallen F.J. Vaes, R.E.P. Wolthekker, K. Kasper, J. van Strien, G. Diefenbach, P. Matthijssen, M.C.M. van Maarschalkerwaart en H.I. de Wolde.

### Engeland
In de tijd dat voor het maken van rekenlinialen zeer veeleisende handvaardigheden nodig waren bestonden er in Engeland veel kleine fabrikanten. In de twintigste eeuw zien we echter dat een klein aantal producenten, die op industriële schaal linialen gingen produceren, de markt in het Verenigd Koninkrijk gingen domineren. De grootsten waren: Blundell-Harling, Thornton en Unique. Een bijzondere plaats nam Otis-King in die minder voorkomende rekencilinders produceerde.

### Duitsland
Wellicht de meest succesvolle producenten van rekenlinialen vinden we in Duitsland. In de eerste plaats Aristo Werke van Dennert & Pape KG. Deze fabrikant was de grootste leverancier van rekenlinialen in Nederland; vooral de schoollinialen van Aristo (de Aristo-903 en varianten daarvan) waren zeer populair. In de Nederlandse laboratoria en in de industrie was de Studio-liniaal van Aristo een zeer veel gebruikte rekenlinaal.
Andere grote producenten van kwaliteitslinialen waren Albert Nestler AG en A.W. Faber-Castell. Aanzienlijk kleiner waren IWA, Ecobra (Bayerische Reisszeugfabrik), Löbker & Co, Meissner, Reiss en Veb Mantissa.

### Frankrijk
Graphoplex domineerde in Frankrijk de markt. De rekenlinialen van Graphoplex werden in het middelbaar en hoger technisch onderwijs in Nederland veel gebruikt.

### Verenigde Staten
Grote fabrikanten van rekenlinialen waren Eugene Dietzgen Co, Keuffel & Esser, Pickett & Eckel. Een kleinere producent was Stirling. De kwaliteit van linialen van Keuffel & Esser was zeer groot.

### Tsjecho-Slowakije, Hongarije, Polen
In het midden en oosten van Europa waren diverse producenten gevestigd. Relatief bekend was de firma Logarex uit Tsjecho-Slowakije. In Polen produceerde Skala rekenlinialen; in Hongarije de firma Gamma.

### Denemarken
In Denemarken waren UTO en DIWA de bekendste producenten.

### Zwitserland
Zwitserland was vooral bekend om de productie van de rekenwalzen van LOGA (H. Daemen-Schmid) en rekenlinialen in de vorm van zakhorloges.

### Japan
In Japan was een zeer grote producent van rekenlinialen gevestigd: SUN-Hemmi. Deze producent leverde ook aan de Europese, in het bijzonder de Nederlandse, markt.

### China
Flying Fish in Shanghai produceerde zeer uitgebreide rekenlinialen met een geheel eigen typografische stijl. De schalen op de linialen werden soms anders benoemd dan de schalen van Europese en Amerikaanse firma's. Veel linialen van Flying Fish bevatten schalen voor hyperbolische functies, waardoor deze linialen bij uitstek geschikt waren voor toepassingen van transmissielijntechnieken.

### USSR
De Sovjet-Unie kende een groot aantal fabrieken van rekenlinialen, o.a. in Kiev en Leningrad. De Russische rekenlinialen werden echter nauwelijks in het Westen gebruikt. Wel waren de vroegere Oostbloklanden grote afnemers. Vergeleken met andere rekenlinialen was de kwaliteit van USSR-linialen vaak aanzienlijk minder.

## Websites
- Kring Historische Rekeninstrumenten
- International Slide Rule Museum
- Know Your Enemy, 20 mei 2021. Voorbeelden van rekenschijven welke in de Koude Oorlog voor nucleaire berekeningen werden gebruikt